# سان ستینو دی لیونتزا
سان ستینو دی لیونتزا (به ایتالیایی: San Stino di Livenza) یک کومونه در ایتالیا است که در استان ونیز واقع شده‌است. سان ستینو دی لیونتزا ۶۸٫۰۹ کیلومتر مربع مساحت و ۱۳٬۱۴۴ نفر جمعیت دارد و ۶ متر بالاتر از سطح دریا واقع شده‌است.